# Canon PowerShot A510
PowerShot A530
Le Canon PowerShot A510 est un appareil photographique numérique de type compact fabriqué par Canon dans la série des PowerShot A, lancé en mars 2005. L'appareil possède une capteur ayant une définition 3,2 mégapixels et un zoom optique de 4x, dont la portée minimum de mise au point est de 45 cm, ramenée à 5 cm en mode macro.
Il a été mis sur le marché en mars 2005, en même temps que le PowerShot A520, avec lequel il partage la plupart des caractéristiques. Cependant ce dernier possède un capteur à définition un peu plus élevée, 4,0 mégapixels.

## Caractéristiques du A510
- Capteur CCD taille 1/2,5 pouce - définition : 3,3 millions de pixels - effective : 3,2 millions de pixels
- Zoom optique : 4×, numérique : 3,2×
  - Distance focale équivalente 35 mm : 35-140 mm
  - Ouverture maximale de l'objectif : F/2,6-F/5,5
- Vitesse d'obturation : 15 à 1/2000 seconde
- Sensibilité : ISO Auto et Manuel 50 - 100 - 200 - 400 ISO.
- Ajustement de l'exposition possible dans une fourchette de ±2.0 par paliers de 0,33 EV
- Balance des blancs automatique, semi-manuelle avec 5 options pré-réglées (lumière du jour, lumière au tungstène, nuageux et tubes fluorescents) ou manuelle
- Automatisme gérant 13 modes "Scène" pré-programmés afin de faciliter les prises de vues (paysage, portrait, obturateur à grande vitesse, obturateur lent, assistant panorama, plage/neige, feu d'artifice, nocturne, aquatique, intérieur, feuillage, enfants/animaux domestiques, nocturne).
- Définition image maxi : 2048×1536 au format JPEG
- Autres définitions : 1600×1200, 1024×768 et 640×480
- Mode Rafale à 2,3 images par seconde
- Définitions vidéo : 160×120, 320×240 et 640×480 à 15 images par seconde au format AVI
- Flash incorporé ayant une portée effective de 0,45 à 3,5 m en grand-angle, limitée à 2,2 m en téléobjectif. Il dispose de la fonction atténuation des yeux rouges et du dispositif d'éclairage AF. En mode manuel, il permet de travailler avec des flashs esclaves et synchronisés jusqu'au 1/500 s car il n'envoie pas de pré-éclair de mesure.
- Écran LCD de 1,8 pouce - matrice active TFT de 115 000 pixels
- Pile (×2) type AA (LR6) ou option batterie rechargeable Ni-MH
- Stockage : Secure Digital SD et MultiMedia Card - pas de mémoire interne
- Dimensions : 9 × 6,4 × 3,8 cm
- Poids : 180 g sans accessoires (batteries et carte mémoire)
- Connectique : USB, audio-vidéo composite
- Compatible PictBridge

## Galerie

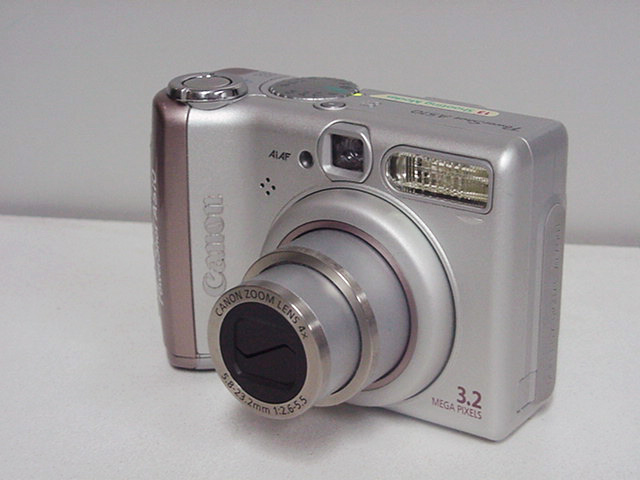
Vue générale du PowerShot A510
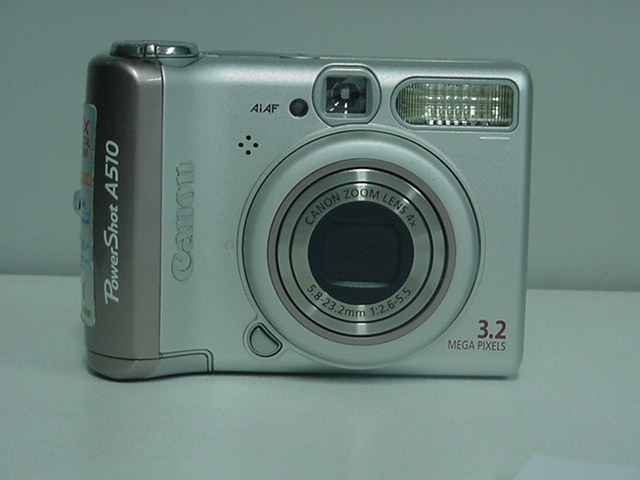
Face avant
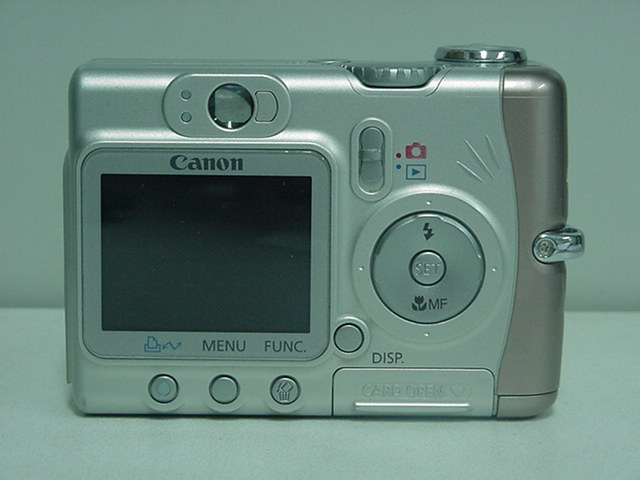
Face arrière